# 出西窯

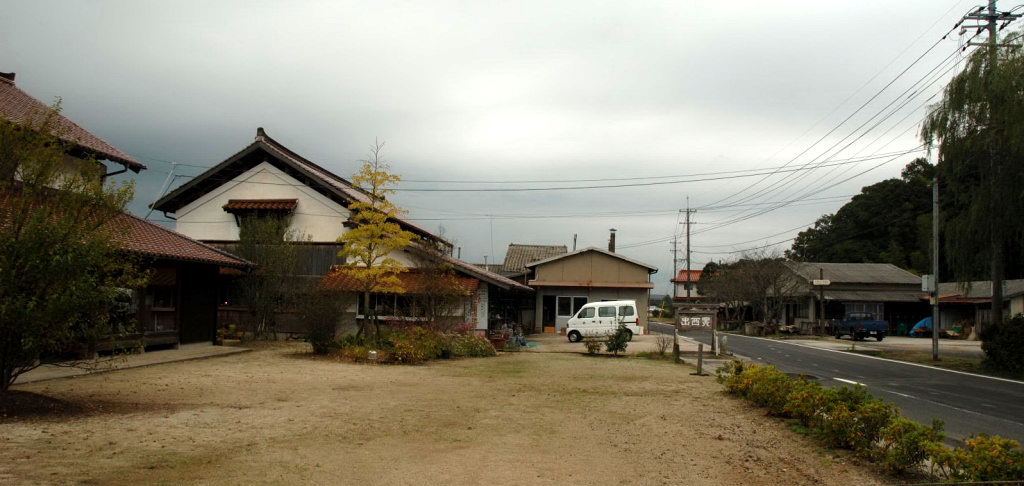
窯元のたたずまい

出西窯（しゅっさいがま）は島根県斐川町（現・出雲市）出西にある窯元である。
戦後、農村出身の次男三男であった5人の若者たちが共同体的な窯元として始めた。
柳宗悦や河井寛次郎、舩木道忠、濱田庄司、バーナード・リーチたち「民藝運動家」の影響を受け発展した。
現在でも共同体的な窯元運営を続けており、現代の「民藝」の旗手的存在となっている。

## 沿革
戦後間もない1947年（昭和22年）の初め頃、島根県簸川郡出西村（現在の島根県出雲市斐川町出西）の、幼馴染みであった地元の農村出身の次男三男の「焼き物」のやり方を知らない、作陶の才能に恵まれてもいなかった、素人であった当時20歳の若者たちが、多々納弘光を代表として、井上寿人、陰山千代吉、多々納良夫、中島空慧の5人が集まり、地元の大地主の御隠居が趣味として築窯していた窯を借り受けて、共同体的な窯として始まった。
当初は古伊万里や京焼を真似ていたが、柳宗悦の来訪をきっかけに民藝運動に傾倒していき、個人作家ではなく「一人の職人となって」「新しい民藝」を作ることを目指すようになった。
そして5人で交互に、鳥取県松江市の袖師窯から始まり、佐賀県の唐津焼、大分県の小鹿田焼、京都府の京都市内と丹波焼、栃木県の益子焼、そして牛ノ戸窯などの島根県各地の様々な民窯に弟子入りし技術を習得し、窯場を訪れる河井寛次郎や舩木道忠や濱田庄司、そして島根県松江市の布志名焼でバーナード・リーチに、それぞれ「民藝の指導者たち」の指導を大いに受け、後には鳥取県の民藝運動家であった吉田璋也や、松江市の工芸家である金津滋、そして近年では鈴木繁雄や久野恵一の指導を受けていき、モダンで独特な作風の「民窯」として拓いていった。
また創業メンバーであり代表も務めた多々納弘光が「出西窯の窓口役」となり、「日本民藝協会」の様々な行事に積極的に参加し、その人柄と人徳が築き上げていった人脈により数多くの民藝の先達たちを招き、無名であった出西窯を発展させていくことになった。
やがて、皿や鉢の作陶を得意とする本多孝市や、急須やピッチャーなどの袋物の作陶技術を持つ陰山善市が加わり7名体制となり、当初は分業制で窯を運営していった。
また陰山が沖縄県那覇市の壷屋：やちむんの大家であった金城次郎から教わった「丸紋土瓶」は、現在の出西窯を代表する製品となっている。そして濱田庄司はこの壷屋の「丸紋土瓶」と益子の「山水土瓶」を参考にして、丸く釉を抜いたところに赤絵を描いた「窓絵」という装飾技法を編み出した。
昔は分業制であったが、現在では陶工1人につき1代の轆轤が与えられ、作陶する陶器の種類が決められて、一人で陶器の成形から釉薬掛けまで担当し、作陶作業を一貫して行うようになっている。また黒釉や白釉や飴釉のみならず、灰釉や緑釉、そして呉須釉から生まれる鮮やかなコバルトブルーは現在の出西窯の代名詞的な色となっている。
そして久野恵一がこだわる「地域性を反映させ、技をきちんと継承し、用の為の造形を汲み取れるか」、新しい製品開発をしつつ、「民藝の精神」を後世に繋げる運営を続けている。

### 「出西窯」を扱った文献
- 多々納弘光『出雲の民窯　出西窯－民藝の師父たちに導かれて六十五年』ダイヤモンド社、2013年。ISBN 978-4478043950。
- 多々納弘光『出西窯と民藝の師たち－民藝を志す共同体として』青幻舎、2023年。ISBN 978-4861529351。

### 「出西窯」の記事が載っている文献
- 『家庭画報特選 器を楽しむ 器の里を行く』世界文化社、2004年5月、106頁。ISBN 4418041214。
- 萩原健太郎,久野恵一 監修『民藝の教科書① うつわ』グラフィック社、2012年9月、80-85,141頁。ISBN 9784766123449。
- 森孝一 監修『器の教科書 やきものの名品を完全解説』宝島社〈e-MOOK〉、2014年1月、84-85頁。ISBN 9784800219381。
- 成美堂出版編集部 編『美しいうつわ』成美堂出版〈ずっと使いたい いい道具 Vol.2〉、2014年4月、78-79頁。ISBN 9784415317076。
- 久野恵一 著、笠井良子（グラフィック社） 編『暮らしの道具カタログ』グラフィック社〈民藝の教科書 6〉、2014年6月、109頁。ISBN 9784766126112。
- 松原亨,カーサ ブルータス特別編集 編『器の教科書 ALL ABOUT UTSUWA〈完全保存版〉基礎からわかる、器のすべて！』マガジンハウス〈マガジンハウスムック MAGAZINE HOUSE MOOK extra issue〉、2016年9月10日、16頁。ISBN 9784838751259。
- 『日々のうつわ 民藝のこころに触れる！ 毎日使いの「暮らす器」探しの旅』双葉社〈スーパームック TABILISTA BOOKS 07〉、2016年11月、62-65頁。ISBN 9784575456523。
- 萩原健太郎『暮らしの民藝 選び方・愉しみ方』エクスナレッジ、2021年12月、124-135頁。ISBN 9784767829593。
- 『うつわ作家名鑑　保存版 人気ギャラリーと目利きが選ぶうつわ 400点収録！』枻出版社〈エイムック 3900　Discover Japan_DESIGN〉、2017年12月、66頁。ISBN 9784777948871。